# سویکی
سویکی 
(به مالتی: Swieqi) شهری در ناحیهٔ هاربور شمالی واقع در کشور مالت است که در سال ۱۹۹۵ میلادی ۶٫۷۲۱ نفر جمعیت داشته اما جمعیت آن در سال ۲۰۰۵ میلادی ۸٫۰۹۹ نفر بوده‌است.